# カーイバーンラチャン郡
座標: 北緯14度48分1秒 東経100度18分39秒 / 北緯14.80028度 東経100.31083度
カーイバーンラチャン郡（カーイバーンラチャンぐん）はタイ中部・シンブリー県にある郡（アムプー）。

## 名称
カーイバーンラチャンとは、「バーンラチャン」の陣という意味である。

## 歴史
1765年、この地のバーンラチャンという村がビルマのアユタヤ侵攻に立ち向かい、ビルマの将軍、ティハパテーの軍を5ヶ月間足止めした。これがバーンラチャンの戦いである。
1966年、政府はカーイバーンラチャンを一新し、バーンラチャンの戦いを記念するために新たに郡を設置することを決めた。1972年2月1日、バーンラチャンからタムボンが分離して独立、分郡となった。その後1976年、カーイバーンラチャン分郡は郡に降格した。6番目のタムボン・ノーンクラトゥムが1980年に創設された。

## 地理
郡の重要な水源はノーイ川である。

## 経済
郡の主要な産業は農業で、コメ、サトウキビ、マンゴーなどである。

## 行政区分
郡は6つのタムボンに分かれ、さらにその下位に59の村（ムーバーン）がある。自治体（テーサバーン）が設置されており以下のようになっている。
- テーサバーンタムボン・ポーサンコー

また郡内には6のタムボン行政体（オンカーンボーリハーンスワンタムボン）がある。
1. タムボン・ポータレー・・・ตำบลโพทะเล
2. タムボン・バーンラチャン・・・ตำบลบางระจัน
3. タムボン・ポーサンコー・・・ตำบลโพสังโฆ
4. タムボン・ターカーム・・・ตำบลท่าข้าม
5. タムボン・コーサーイ・・・ตำบลคอทราย
6. タムボン・ノーンクラトゥム・・・ตำบลหนองกระทุ่ม